# ラフファイト
ラフファイトは、プロレスなどの格闘技の試合において、危険、反則、などを行うファイトスタイル。
勝つためのフォールやギブアップを狙うレスリング本来の投げ技や固め技ではなく、相手にダメージを与えること、またそれによって技をかけやすくすることなどを目的として、打撃技や凶器攻撃、その他の反則技なども使われる。人気レスラーがラフファイトで痛い目に遭った後でフェアな攻撃で勝つという、プロレス特有のカタルシスには欠かせない要素となっている。
ヒールのレスラーが売り物にする一方、ベビーフェイスのレスラーでも遺恨のある相手との試合では行うことがある。力道山、ジャイアント馬場、アントニオ猪木らは、ベビーフェイスであり自分からはラフファイトを仕掛けることはないが、ヒールから仕掛けられてラフファイトの応酬となったときには強さを発揮することで知られていた。

## ラフファイトのスタイル
通常のラフファイト
レフェリーの目を盗んだ反則や、反則は5秒以内ならOKというルールを利用した反則攻撃を行う。相手をコーナーポストにぶつけたり、リングロープに羽交い締めにさせて攻撃するといったスタイルもよく用いられる。ボディスラムのように、プロレスの初期には必殺技であったがその後は受け身をとられてしまうようになった技でも、ラフファイトによって相手を失神寸前にしておいてからかければフォールを奪うこともできるという効果もある。
試合開始前のラフファイト
開始ゴングの鳴る前に相手に攻撃を仕掛ける。相手の隙を突いてダメージを与えることができる。これにより正常な試合開始が無理だとレフェリーが判断して、そのまま試合開始としてしまうことも多い。
場外乱闘
双方がリング外に出てラフファイトを行うのも、プロレスの呼び物の一つ。定番の椅子攻撃や、観客席の柵、ゴングやアナウンサーのマイクなども用いられる。これによって相手がダメージを受けて規定カウント以内にリング内に戻れなくなって、リングアウト負けに追い込むことも作戦として使われるが、のっぴきならない状態になって両者ともリングに戻れず、両者リングアウト負けという結末も多い。
デスマッチ
金網デスマッチなど、単純な技を使っても凶器攻撃と同じような効果を与える試合形式では、ラフファイト的な試合展開になりやすい。

## ラフファイトを得意とするレスラー
フレッド・ブラッシー
噛み付き攻撃を得意とし、必ずと言っていいほど流血試合となるのを売り物とした。
タイガー・ジェット・シン
入場時セレモニーに持って入るサーベルを用いた凶器攻撃が、トレードマークといっていいほどに人気の要因となった。
上田馬之助
同じく竹刀を用いた攻撃で人気があった。
スタン・ハンセン
必殺技ウエスタン・ラリアットをひっさげてスターダムに駆け上ったレスラーだが、もともとは腕っ節の強さが売りであり、ラフファイトでも敢然と受けて立つというのも持ち味だった。ベビーフェイスのレスラーでも、リック・フレアーのように陰では卑怯な攻撃を行う、力道山や日本でのテリー・ファンクのようにヒールのラフファイトに堪忍袋の緒を切ってラフファイトで叩きのめすスタイル、など様々なスタイルがある。